# Thomas Byam Martin
Pour les articles homonymes, voir Thomas Martin (homonymie) et Martin.
Thomas Byam Martin, né le 25 juillet 1773 dans le Surrey et mort le 25 octobre 1854 à Portsmouth, est un amiral de la Royal Navy qui est Admiral of the Fleet entre 1849 et 1851.
Il a participé aux guerres de la Révolution française et aux guerres napoléoniennes.
Après sa retraite du service actif, il est député.
L'île de Byam Martin est nommée en son honneur.